# Villar Focchiardo
Villar Focchiardo – miejscowość i gmina we Włoszech, w regionie Piemont, w prowincji Turyn.
Według danych na rok 2004 gminę zamieszkiwało 2037 osób, 81,5 os./km².